# Vallelonga
Vallelonga là một đô thị ở tỉnh Vibo Valentia trong vùng Calabria, có cự ly khoảng 40 km về phía tây namcủa Catanzaro và khoảng 20 km về phía đông của Vibo Valentia. Tại thời điểm ngày 31 tháng 12 năm 2004, đô thị này có dân số 726 người và diện tích là 17,5 km².
Vallelonga giáp các đô thị: Filogaso, San Nicola da Crissa, Simbario, Torre di Ruggiero, Vazzano.